# Всадники (фильм, 1972)
«Вса́дники» — двухсерийный советский фильм 1972 года. В главных ролях — Петр Ластивка, Владимир Краснов.

## Сюжет
Фильм повествует о двух подростках, Боре и Вильке, которые во время Великой Отечественной войны помогают отправлять в тыл скаковых лошадей, а затем вступают в партизанский отряд.

## В ролях
- Пётр Ластивка — Боря Штепа (озвучивание Мария Виноградова)
- Володя Краснов — Вилька Фишер
- Наталья Миколышина — Танька
- Владимир Ячминский — Чевдарь (сержант)
- Петр Любешкин — лесник Андрей Кузьмич
- Анатолий Барчук — летчик Анатолий (лейтенант)
- Александр Лебедев — Шаширин (предатель)
- М. Старкова — медсестра Наташа
- Вадим Голик — Шевчук
- Пётр Ластивка (старший) — Иван Егорович Штепа (отец Бори)
- Зинаида Дехтярёва — мама Бори
- Павел Загребельный — Павел Иванович (директор ипподрома)
- Ярослав Геляс — майор (на ипподроме)
- Владимир Аркушенко — полицай
- Мария Ластивка
- Осип (Иосиф) Найдук — немецкий офицер (сопровождал эшелон)
- Олег Хроменков — немец-повар
- Владимир Довейко — немецкий солдат (акробат, охранял лошадей и купался в бочке)
- Игорь Варпа — немецкий офицер (ценитель лошадей)
- Вячеслав Архиреев
- П. Бодзюк
- М. Бадюкевич
- П. Бобровский
- А. Машталер
- Сергей Простяков — генерал
- Юрий Лопарёв
- Юрий Прохоров — кудрявый солдат
- И. Рокач
- А. Петрук
- Игорь Старков — офицер на призывном пункте
- Юрий Дубровин — немецкий летчик (нет в титрах)

### Озвучивание
- Мария Виноградова — Боря Штепа

Песню исполняет Галина Ненашева (за медсестру Наташу).